# Pouru-aux-Bois
Pouru-aux-Bois är en kommun i departementet Ardennes i regionen Grand Est (tidigare regionen Champagne-Ardenne) i nordöstra Frankrike. Kommunen ligger  i kantonen Sedan-Est som ligger i arrondissementet Sedan. År 2022 hade Pouru-aux-Bois 234 invånare.

## Befolkningsutveckling
Antalet invånare i kommunen Pouru-aux-Bois
Referens: INSEE